# Ongudaj
Ongudaj – wieś w Rosji, w Republice Ałtaju, stolica rejonu ongudajskiego, 210 km od Gornoałtajska. W 2002 liczyło 5 367 mieszkańców.